# Tyler Ennis (cestista)
Tyler Cameron Ennis McIntyre (Toronto, 28 agosto 1994) è un cestista canadese, professionista in NBA e in Europa.

## Carriera

### NBA (2014-2018)

#### Phoenix Suns (2014-2015)
Dopo aver frequentato per 1 anno l'Università di Syracuse, il 26 Giugno 2014 venne selezionato dai Phoenix Suns al Draft NBA 2014 (svoltosi al Barclays Center di Brooklyn) come 18ª scelta assoluta. Debuttò in NBA coi Suns il 30 ottobre 2014 nella gara interna vinta per 119-99 contro i Los Angeles Lakers. Venne assegnato spesso dalla franchigia dell'Arizona ai Bakersfield Jam in D-League, con cui disputò 9 partite, 1 in più rispetto a quante ne disputò con i Suns.

#### Milwaukee Bucks (2015-2016)
Il 19 febbraio 2015, dopo 8 mesi con i Phoenix Suns venne ceduto ai Milwaukee Bucks. Tuttavia nemmeno a Milwaukee Ennis riuscì a impressionare collezionando più delusioni che altro, tanto che il coach dei Bucks Jason Kidd gli preferì spesso l'ala piccola (adattata al ruolo di playmaker) Giannīs Antetokounmpo.

#### Houston Rockets (2016-2017)
Il 23 settembre 2016 venne ceduto dai Milwaukee Bucks agli Houston Rockets nella trade che portò Michael Beasley a fare il percorso inverso. Tuttavia nei Rockets Ennis trovò poco spazio rimanendo nelle rotazioni dietro a Patrick Beverley e James Harden (guardia titolare dei "razzi" anche se è stato spesso impiegato da playmaker). Con i texani Ennis giocò solamente 31 partite tenendo 6,3 minuti di media a partita.

#### Los Angeles Lakers (2017-2018)
Il 23 febbraio 2017, durante la trade dead-line venne ceduto dagli Houston Rockets ai Los Angeles Lakers in cambio di Marcelo Huertas (che venne immediatamente tagliato dai texani). Il 6 aprile 2017 realizzò il proprio career-high points nella gara vinta per 102-95 contro i San Antonio Spurs mettendo a segno 19 punti (oltre che 6 assist). Esattamente 4 giorni dopo Ennis migliorò il suo career-high points nella partita che i Lakers vinsero per 110-109 a scapito dei Minnesota Timberwolves segnando 20 punti. Andò in doppia cifra nei punti anche nella partita conclusiva della stagione segnando 14 punti nella sconfitta per 109-94 in trasferta contro i Golden State Warriors. Alla fine della stagione Ennis con i Lakers tenne di media 7,7 punti in 22 partite giocate (2 in quintetto base), col 38,9% da 3 punti e l'86,4% dalla lunetta.
Il 25 luglio 2017 rinnovò al minimo salariale per due anni con i Lakers (nel contratto il secondo anno non è garantito).
Al termine di una seconda stagione non esaltante, il 29 giugno 2018 viene tagliato dalla franchigia californiana.

### Approdo in Turchia
Il 19 luglio 2018 si trasferisce al Fenerbahçe. Salvo una stagione trascorsa in Canada con i Raptors 905, resta in Turchia sino al termine della stagione 2022-2023, giocando con Turk Telekom e Tofas Bursa.

### Napoli Basket (2023-2024)
Il 3 settembre 2023 si trasferisce al Napoli Basket, militante nella massima serie italiana.
Il 18 febbraio 2024 con la casacca dei partenopei vince la Coppa Italia, sollevando il secondo trofeo della carriera.

### Hapoel Tel Aviv (maggio 2024 - giugno 2024)
Il 6 maggio 2024 approda al Hapoel Tel Aviv, militante nella massima serie israeliana, fino alla fine della stagione. 

### Reyer Venezia (2024-)
Il 18 giugno 2024 approda alla Reyer Venezia Mestre militante nella massima serie italiana.

### Nazionale
Nel 2013 ha disputato i Mondiali Under-19 con il Canada. Nel 2016 ha partecipato al torneo preolimpico con la nazionale maggiore, che ha mancato la qualificazione alle Olimpiadi di Rio 2016 perdendo la finale per 83 a 74 contro la Francia: contro i transalpini Ennis ha segnato 9 punti in 28 minuti.

## Statistiche

### NCAA
| Anno      | Squadra         | PG | PT | MP   | TC%  | 3P%  | TL%  | RP  | AP  | PRP | SP  | PP   |
| --------- | --------------- | -- | -- | ---- | ---- | ---- | ---- | --- | --- | --- | --- | ---- |
| 2013-2014 | Syracuse Orange | 34 | 34 | 35,7 | 41,1 | 35,3 | 76,5 | 3,4 | 5,5 | 2,1 | 0,2 | 12,9 |
| Carriera  | Carriera        | 34 | 34 | 35,7 | 41,1 | 35,3 | 76,5 | 3,4 | 5,5 | 2,1 | 0,2 | 12,9 |

#### Massimi in carriera
- Massimo di punti: 28 vs California-Berkeley (26 novembre 2013)[19]
- Massimo di rimbalzi: 8 (2 volte)
- Massimo di assist: 9 (4 volte)
- Massimo di palle rubate: 6 vs Boston (13 gennaio 2014)
- Massimo di stoppate: 1 (6 volte)
- Massimo di minuti giocati: 43 vs Boston (19 febbraio 2014)

### NBA

#### Regular Season
| Anno      | Squadra         | PG  | PT | MP   | TC%  | 3P%  | TL%  | RP  | AP  | PRP | SP  | PP  |
| --------- | --------------- | --- | -- | ---- | ---- | ---- | ---- | --- | --- | --- | --- | --- |
| 2014-2015 | Phoenix Suns    | 8   | 0  | 7,3  | 42,9 | 33,3 | 100  | 0,9 | 1,8 | 0,0 | 0,3 | 2,8 |
| 2014-2015 | Milwaukee Bucks | 25  | 1  | 14,1 | 35,0 | 27,0 | 60,0 | 1,1 | 2,4 | 0,7 | 0,1 | 4,0 |
| 2015-2016 | Milwaukee Bucks | 46  | 7  | 14,2 | 44,9 | 33,3 | 73,5 | 1,6 | 2,1 | 0,5 | 0,0 | 4,5 |
| 2016-2017 | Houston Rockets | 31  | 0  | 6,3  | 39,1 | 37,5 | 66,7 | 0,6 | 1,1 | 0,2 | 0,0 | 1,9 |
| 2016-2017 | L.A. Lakers     | 22  | 2  | 17,8 | 45,1 | 38,9 | 86,4 | 1,2 | 2,4 | 0,9 | 0,1 | 7,7 |
| 2017-2018 | L.A. Lakers     | 54  | 11 | 12,6 | 42,0 | 25,0 | 75,9 | 1,8 | 1,9 | 0,6 | 0,2 | 4,1 |
| Carriera  | Carriera        | 186 | 21 | 12,6 | 41,9 | 31,7 | 76,8 | 1,3 | 1,9 | 0,5 | 0,1 | 4,2 |

#### Play-off
| Anno     | Squadra         | PG | PT | MP   | TC%  | 3P%  | TL% | RP  | AP  | PRP | SP  | PP  |
| -------- | --------------- | -- | -- | ---- | ---- | ---- | --- | --- | --- | --- | --- | --- |
| 2015     | Milwaukee Bucks | 1  | 0  | 16,0 | 22,2 | 20,0 | -   | 4,0 | 3,0 | 0,0 | 0,0 | 5,0 |
| Carriera | Carriera        | 1  | 0  | 16,0 | 22,2 | 20,0 | -   | 4,0 | 3,0 | 0,0 | 0,0 | 5,0 |

#### Massimi in carriera
- Massimo di punti: 22 vs Utah Jazz (8 aprile 2018)[20]
- Massimo di rimbalzi: 7 vs Utah Jazz (3 aprile 2018)
- Massimo di assist: 12 vs Charlotte Hornets (26 marzo 2016)
- Massimo di palle rubate: 3 (3 volte)
- Massimo di stoppate: 2 vs Sacramento Kings (1º aprile 2018)
- Massimo di minuti giocati: 45 vs Houston Rockets (31 dicembre 2017)

### G League
| Anno      | Squadra         | PG | PT | MP   | TC%  | 3P%  | TL%  | RP  | AP  | PRP | SP  | PP   |
| --------- | --------------- | -- | -- | ---- | ---- | ---- | ---- | --- | --- | --- | --- | ---- |
| 2014-2015 | Bakersfield Jam | 9  | 9  | 33,5 | 47,9 | 33,3 | 81,0 | 4,3 | 5,3 | 1,8 | 0,2 | 18,4 |
| 2019-2020 | Raptors 905     | 42 | 42 | 34,2 | 44,5 | 32,1 | 86,1 | 5,4 | 7,5 | 2,0 | 0,2 | 17,2 |
| Carriera  | Carriera        | 51 | 51 | 34,1 | 45,2 | 32,4 | 85,3 | 5,2 | 7,1 | 1,9 | 0,2 | 17,4 |

### Eurolega
| Anno      | Squadra    | PG | PT | MP   | TC%  | 3P% | TL%  | RP  | AP  | PRP | SP  | PP  |
| --------- | ---------- | -- | -- | ---- | ---- | --- | ---- | --- | --- | --- | --- | --- |
| 2018-2019 | Fenerbahçe | 3  | 0  | 10,2 | 77,8 | 100 | 66,7 | 0,7 | 1,0 | 0,3 | 0,0 | 6,3 |
| Carriera  | Carriera   | 3  | 0  | 10,2 | 77,8 | 100 | 66,7 | 0,7 | 1,0 | 0,3 | 0,0 | 6,3 |

### Eurocup
| Anno      | Squadra       | PG | PT | MP   | TC%  | 3P%  | TL%  | RP  | AP  | PRP | SP  | PP   |
| --------- | ------------- | -- | -- | ---- | ---- | ---- | ---- | --- | --- | --- | --- | ---- |
| 2021-2022 | Türk Telekom  | 4  | 0  | 9,1  | 40,0 | 20,0 | 66,7 | 1,2 | 1,0 | 1,0 | 0,0 | 4,2  |
| 2024-2025 | Reyer Venezia | 13 | 13 | 28,8 | 48,4 | 44,7 | 92,9 | 3,5 | 4,6 | 0,8 | 0,0 | 13,5 |
| Carriera  | Carriera      | 17 | 13 | 24,1 | 47,5 | 41,9 | 89,6 | 2,9 | 3,8 | 0,8 | 0,0 | 11,4 |

## Palmarès

### Club
- Coppa di Turchia: 1

Fenerbahçe: 2019
- Coppa Italia: 1

Napoli Basket: 2024